# Gumball 3000

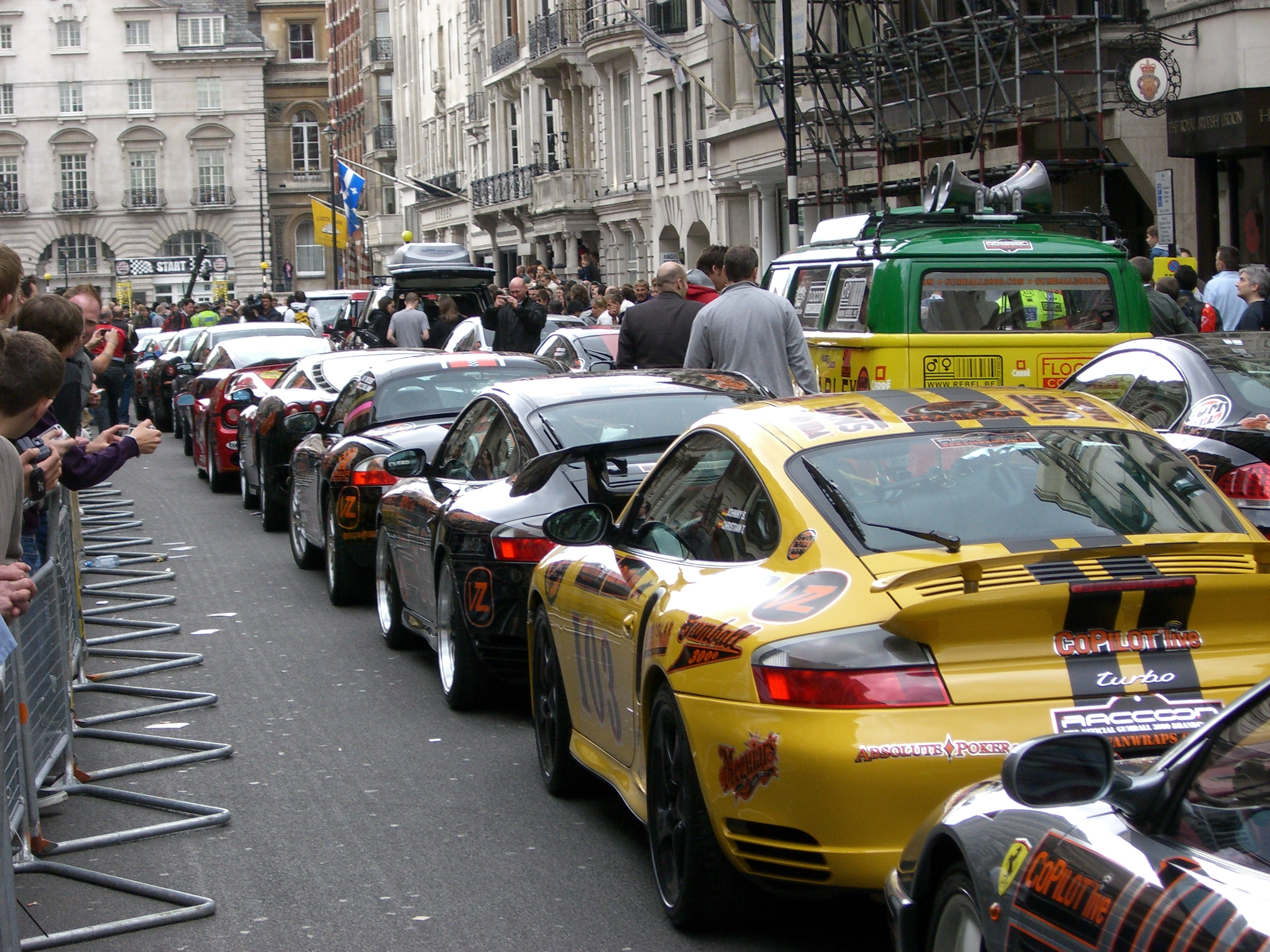
Samochody na starcie wyścigu w Pall Mall w Londynie, 2006

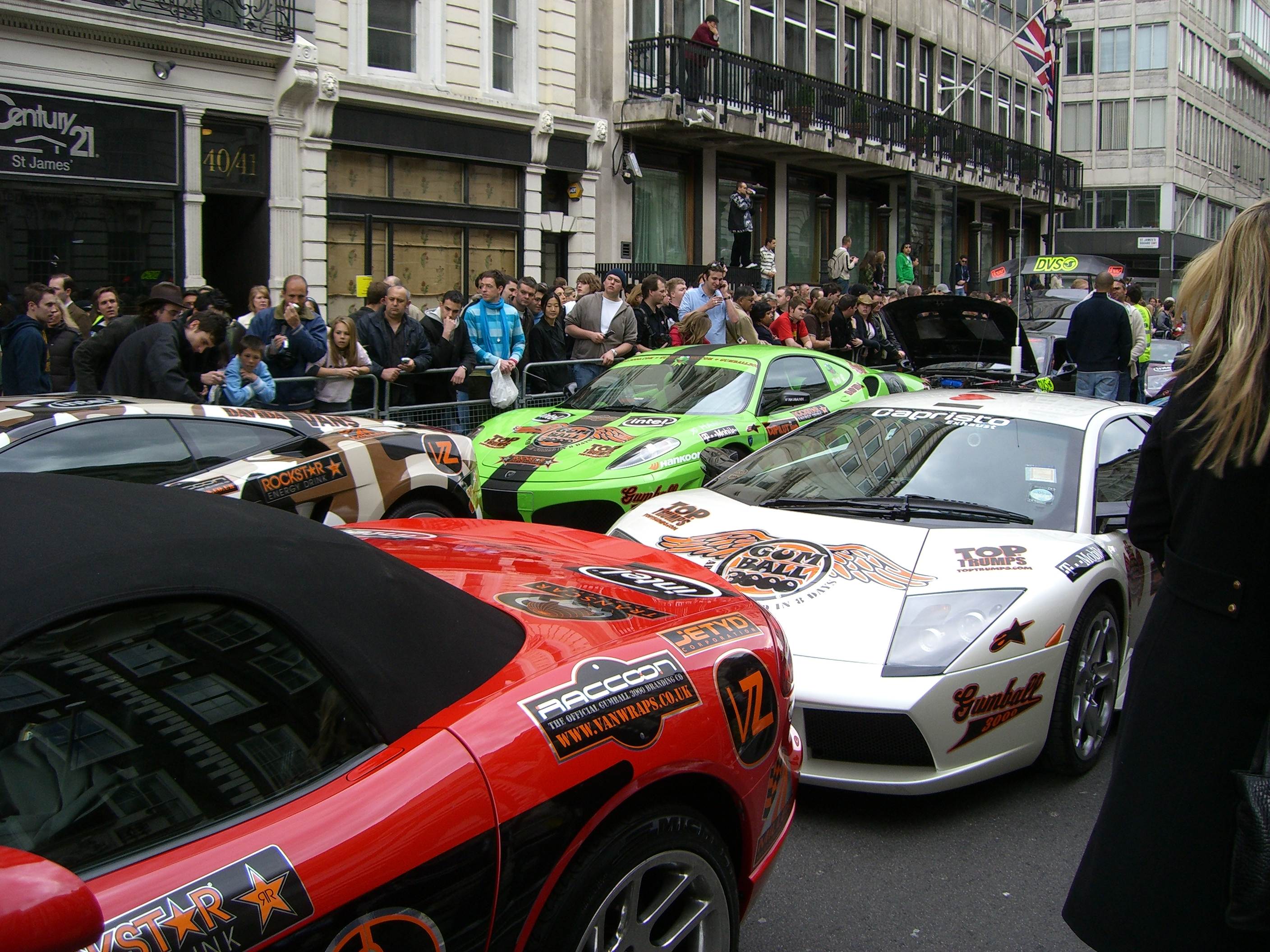
Samochody na starcie wyścigu w Pall Mall w Londynie, 2006

Gumball 3000 – międzynarodowy rajd samochodowy organizowany nieprzerwanie od 1999 roku. Uczestnicy rajdu każdego roku mają do pokonania około 5000 kilometrów (3000 mil, stąd liczba w nazwie) dróg publicznych różnych państw.

## Historia
Od roku 1914 amerykański motocyklista wyścigowy Erwin George Baker próbował przejechać z jednego wybrzeża Stanów Zjednoczonych na drugie w jak najkrótszym czasie. Pierwszy przejazd zajął mu jedenaście dni (264 godziny). Z roku na rok poprawiał swój wynik, aż w roku 1933 uzyskał czas wynoszący 54 godziny, przez co zyskał przydomek Cannonball.
40 lat później redaktor naczelny magazynu motoryzacyjnego Car and Driver Brock Yates, chcąc uczcić pamięć zmarłego w 1960 roku Bakera, zorganizował Cannonball Baker Sea-To-Shining-Sea Memorial Trophy Dash – wyścig samochodowy nawiązujący swoją idea do wyczynów Cannonballa, czyli jak najszybszego przejazdu ze wschodniego na zachodnie wybrzeże Stanów Zjednoczonych. W czwartej edycji rajdu, Dave Heinz i Dave Yarborough za kierownicą Jaguara XJS ustalili nowy rekord czasowy, wynoszący 35 godzin i 51 minut. W tym samym roku Cannonball Baker Sea-To-Shining-Sea Memorial Trophy Dash został przerwany z uwagi na niebezpieczeństwo stwarzane przez uczestników wyścigu.
Po raz pierwszy rajd pod nazwą Gumball 3000 wystartował w Europie w 1999 roku, szybko zdobywając sobie reputację najsławniejszej i pełnej gwiazd imprezy tego typu (NBC News). Wśród kierowców tego rajdu były sławy, bankierzy, właściciele nocnych klubów, menadżerowie, muzyczni magnaci, gwiazdy sportu i inni entuzjaści samochodów. W 2003 roku wyścig sfilmowano na potrzeby kinowej produkcji firmy Universal Pictures.
Od tamtego czasu Gumball 3000 nabrał reputacji jako najgłośniejszy i o najwyższym profilu rajd ponieważ kierowcy używają dróg publicznych bez pozwolenia rządu i lokalnej policji. W 2007 zostali zatrzymani podczas etapu z Amsterdamu do lotniska Frankfurt-Hahn pod Frankfurtem nad Menem.